# Østlandet
Østlandet (bm) eller Austlandet (nn) er den mest folkerige landsdel i Norge. Den ligger i den sydøstligste del af landet omkring hovedstaden Oslo. Østlandet består af fylkerne Viken, Oslo, Innlandet og Vestfold og Telemark. Østlandet er Norges tættest befolkede landsdel, med 2.410.630 indbyggere (pr. 1. juli 2009). Med et areal på 94.578 kvadratkilometer er denne landsdel over dobbelt så stort som hele Danmark. Omkring Oslo findes forholdsvis flade landbrugsområder med samme naturforhold som i den sydlige halvdel af Sverige.

## Østlandets geografi
På Østlandet ligger Norges højeste fjeldområde, som er hævet ved den kaledonske fjeldkædefoldning. Landskabet er gennemskåret af næsten nord-sydgående U-dale formet i sidste istid. Terrænet falder fra nord til syd ned til lavlandet i Osloregionen og områderne på begge sider af Oslofjorden.
Østlandet har mange fjordsøer, som er udformet af isbræer under sidste istid. Eksempelvis Mjøsa, Randsfjorden, Krøderen, Sperillen, Gjende og Bygdin. Elvene følger lange, veludviklede dallandskaber med mange sidegrene, og flodløbene er ofte meanderende. Sideelvene har deres kilder i fjeldområder, hvor de er til tider er bugtede, før de med stort fald ender i hoveddalen.
60°15′N 10°40′Ø / 60.25°N 10.67°Ø